# Roll Out Solar Array

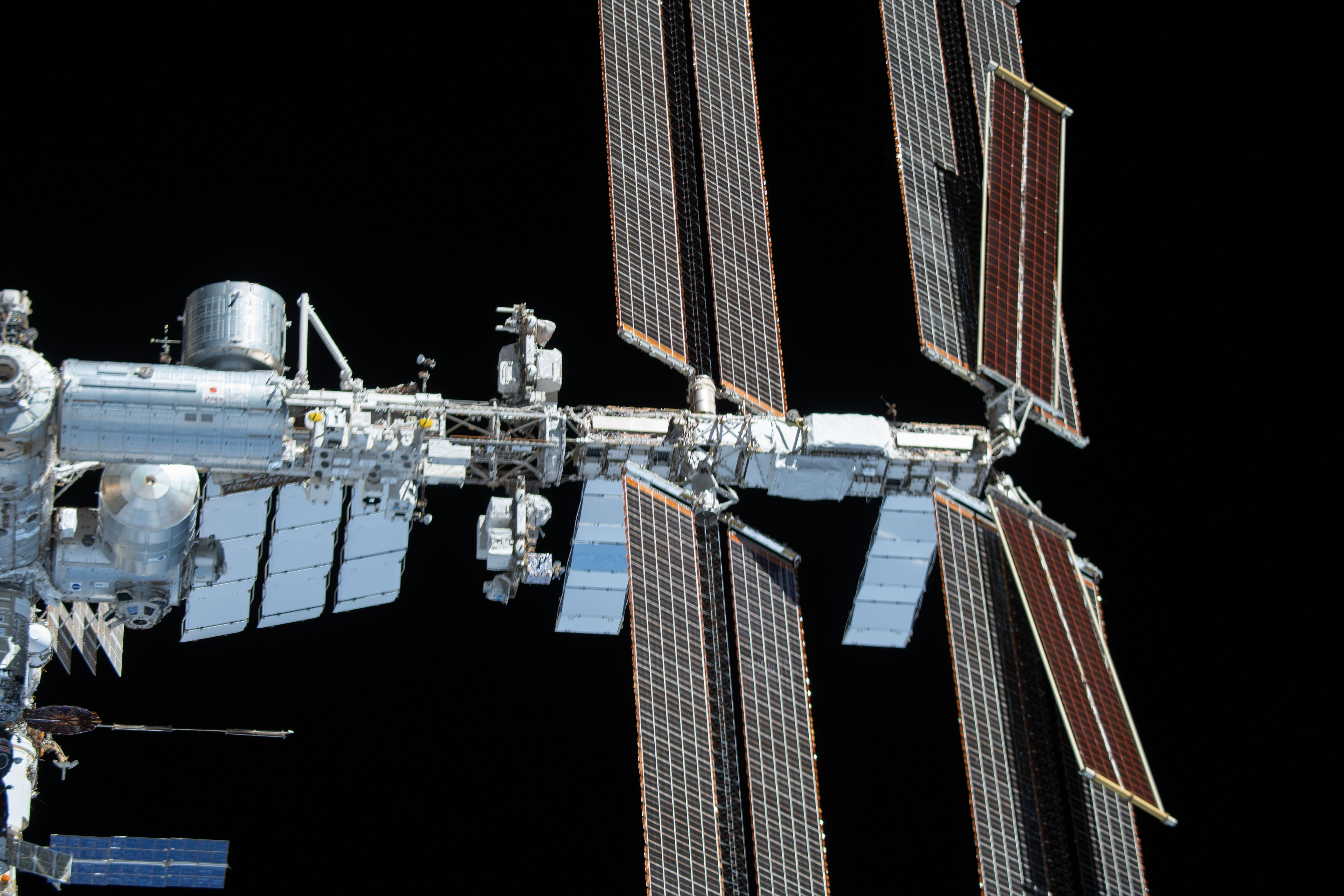
iROSA-paneler

Roll Out Solar Array (ROSA) och den större varianten ISS Roll Out Solar Array (iROSA) är lätta och flexibla kraftkällor för rymdfärjor som designas och utvecklas av den amerikanska flygplanstillverkaren Redwire. ROSA använder en ny typ av solpaneler som ger mycket mer energi och är 20 procent lättare än traditionella solpaneler.